# オー・ムボム州
オー・ムボム州（フランス語: Haut-Mbomou、サンゴ語: Tö-Mbömü）は、中央アフリカ共和国の州。国土の最東端に位置し、東をスーダンと、南をコンゴ民主共和国と接する。州都はオボ。面積は55,530平方キロメートル、人口は52,314人（2021年推計、一部の都市で欠測あり）。州名はムボム川の上流に位置することから名付けられた。

## 歴史
フランス領ウバンギ・シャリ時代にオボ郡（Obo）として設置された。1957年にザンデ自治郡（Zandé）となり、1960年12月12日にオボ・ゼミオ自治郡（Obo-Zémio）へ改称された。
1961年1月23日、州へ昇格。1964年11月20日に現州名へ改称。

## 隣接州
- 西バハル・アル・ガザール州
- 西エクアトリア州
- 高ウエレ州
- 低ウエレ州
- ムボム州
- オート・コト州

## 下位行政区画

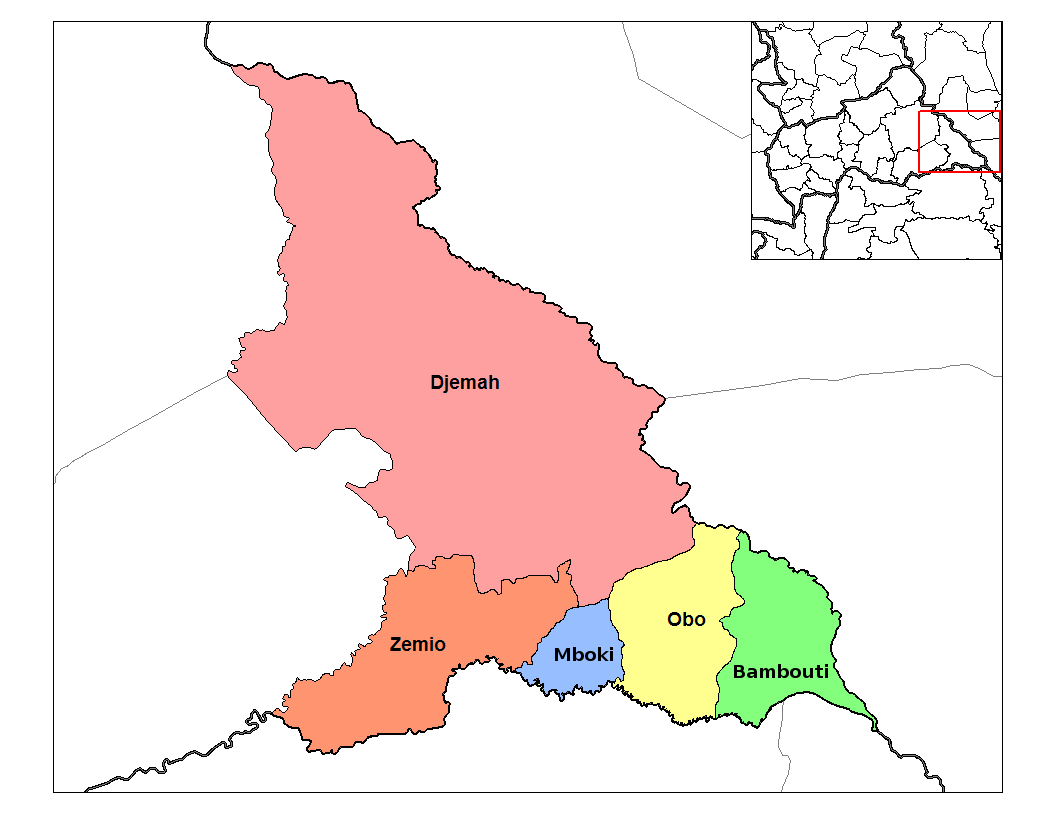
オー・ムボム州の郡

5郡に分けられる。
- ジェマ（フランス語版）
- オボ
- ゼミオ
- バンブティ（フランス語版）
- ムボキ（フランス語版）